# R intrusa y de enlace
La R intrusa y de enlace es un fenómeno de sandhi o de enlazamiento de la lengua inglesa que implica la aparición de una consonante rótica (la cual normalmente corresponde a la letra R) entre dos morfemas consecutivos donde normalmente no es pronunciada. Estos fenómenos ocurren en muchos dialectos no róticos del inglés, como aquellos en la mayoría de Inglaterra y Gales, parte de Estados Unidos, y de todo el hemisferio sur. Estos fenómenos aparecieron por primera vez en algún momento después del año 1700.

## Dialectos no róticos
Por definición, en las variedades no róticas de la lengua inglesa la /r/ es realizada sólo cuando ésta precede inmediatamente una vocal. Este fenómeno tiene varios nombres en inglés:  r-vocalisation, r-loss, r-deletion, r-dropping, r-lessness, o non-rhoticity
Por ejemplo, en variedades no róticas del inglés, el sonido /r/ no es realizado en una palabra como tuner cuando se pronuncia de manera aislada, antes de una ruptura de entonación (una pausa), o antes de una palabra que comience por consonante. Aun cuando la palabra está escrita con una R (lo cual refleja que antiguamente fue pronunciada), los acentos no róticos no pronuncian una /r/ a menos que haya un sonido vocálico inmediatamente. Así pues, hablantes de dialectos no róticos pronuncian las palabras tuner y tuna como homófonos: /ˈtjuːnə/ (o /ˈtuːnə/ con el yod-dropping, característico de dialectos nororientales no róticos de Estados Unidos, o /ˈtʃuːnə/ con el yod-coalescence que ocurre en acentos del hemisferio sur).
En contraste, hablantes de dialectos róticos, como los de Escocia, de Irlanda, y de la mayor parte de Norteamérica (exceptuando algunos del Noreste de Estados Unidos), siempre pronuncian la /r/ de tuner y nunca la de tuna, de modo que ambas palabras suenan distinto, incluso cuando son pronunciadas aisladamente. Indicios de acentos no róticos aparecen ya desde el siglo XV, y esta característica fue común (al menos en Londres) a inicios del siglo XVIII.

## R de enlace
En muchos acentos no róticos, palabras que históricamente acababan en /r/ (como lo demuestra la presencia de una R en la ortografía) pueden ser pronunciadas con [r] cuando están estrechamente seguidas por otro morfema que comience por un sonido vocálico. Por lo cual tuner amp puede ser pronunciado [ˈtjuːnər æmp]. Esto sucede aun cuando tuner no debería ser pronunciado con una [r]. Aquí, "estrechamente" significa que la palabra siguiente tiene que estar en la misma unidad prosódica (es decir, no separada por una pausa). Este fenómeno es conocido como R de enlace. No todas las variedades no róticas presentan R de enlazamiento. Un notable acento no rótico que no presenta R de enlace es el inglés suramericano. En general, en las variedades no róticas donde se da el fenómeno este no es categórico, sino que está condicionado por una gran cantidad de variables de carácter fonético, sociolingüístico y de uso.

## R intrusa
El fenómeno de la R intrusa representa una generalización por analogía de una regla de inserción de la R enlace que afecta cualquier palabra terminada en las vocales no cerradas /ə/, /ɪə/, /ɑː/, od /ɔː/; cuando estas palabras están seguidas de otra palabra que inicie por vocal, se inserta un fonema /r/, aunque ninguna /r/ final hubiera estado presente históricamente. Por ejemplo, una frase como bacteria in it se pronunciaría /bækˈtɪriərˌɪnɪt/. Esta R también tiene por lo tanto una función epentética, dado que previene la formación de hiato, es decir dos sonidos vocálicos consecutivos que no forman diptongo .
Otros ejemplos reconocibles se encuentran en la frases: « I saw-r-a film today, oh boy» en la canción de los Beatles «A Day in the Life», del álbum de 1967 Sgt. Pepper’s Lonely Hearts Club Band, en la canción«Champagne Supernova» de Oasis, «supernova-r-in the sky», en el Sanctus de la misa católica «Hosanna-r-in the highest» y en las expresiones Law-r-and order y Victoria-r-and Albert Museum. Esto es ahora tan común en algunas partes de Inglaterra que, en 1997, el lingüista John C. Wells lo consideró parte de la Pronunciación recibida,  aunque notara que el fenómeno era considerado una pronunciación incorrecta. Wells escribe que al menos en la Pronunciación Recibida «la R de enlace y la R intrusa son distintas sólo a nivel histórico y ortográfico».
Exactamente como en la R de enlace, la R intrusa también puede aparecer entre un radical y un sufijo, como en draw(r)ing, withdraw(r)al o Kafka(r)esque.
Los dialectos róticos no presentan R intrusa. Un hablante rótico puede usar alternativamente estrategias para prevenir el hiato, tales como la inserción de una pausa glotal, haciendo clara la separación de las dos palabras. Las variedades que presentan R de enlace pero no R intrusa (como en tuna oil, pronunciado [ˈtjuːnə (ʔ)ɔɪl]) muestran una distinción fonológica clara entre palabras con y sin /r/ en la coda silábica
Algunos hablantes pronuncian una R al final de una palabra aun cuando no hay una vocal enseguida. Por ejemplo, el presidente George W. Bush (que es de Texas) en un discurso en 2005 al director de la Agencia Federal para el Manejo de Emergencias, Michael Brown « The FEMA-R director's working 24/7».